# Aeroportul Internațional Charleston
Aeroportul Internațional Charleston (IATA: CHS, ICAO: KCHS, FAA LID: CHS) este un aeroport din Carolina de Sud, Statele Unite ale Americii ce deservește zona Charleston. Aeroportul a fost tranzitat în 2022 de 5.322.147 de pasageri. A fost deschis în 1929 și numit după zona deservită.
Situat la o altitudine de 14 m, aeroportul dispune de 2 piste.

## Infrastructură

### Piste
Aeroportul dispune de 2 piste. Pista 03/21 are suprafața de beton și dimensiunile 7.000 picioare × 150 picioare. Pista 15/33 are suprafața de beton și dimensiunile 9.001 picioare × 150 picioare. 